# لبريدجيت رايلي
لبريدجيت رايلي (بالإنجليزية: Bridgett Riley)‏ مواليد 13 مايو 1973 في ميزوري، الولايات المتحدة، هو ملاكم أمريكي.

## إحصائيات
خاض خلال مسيرته 18 نزالا، فاز في 15 ولم يتعادل وخسر في 3. فاز بالضربة القاضية في 7 نزالا.

## روابط خارجية
- لبريدجيت رايلي على موقع IMDb (الإنجليزية)
- لبريدجيت رايلي على موقع قاعدة بيانات الفيلم (الإنجليزية)
- لبريدجيت رايلي على موقع بوكس ريك (الإنجليزية) (registration required)